# 科爾科瓦多火山
43°11′S 72°48′W / 43.183°S 72.800°W

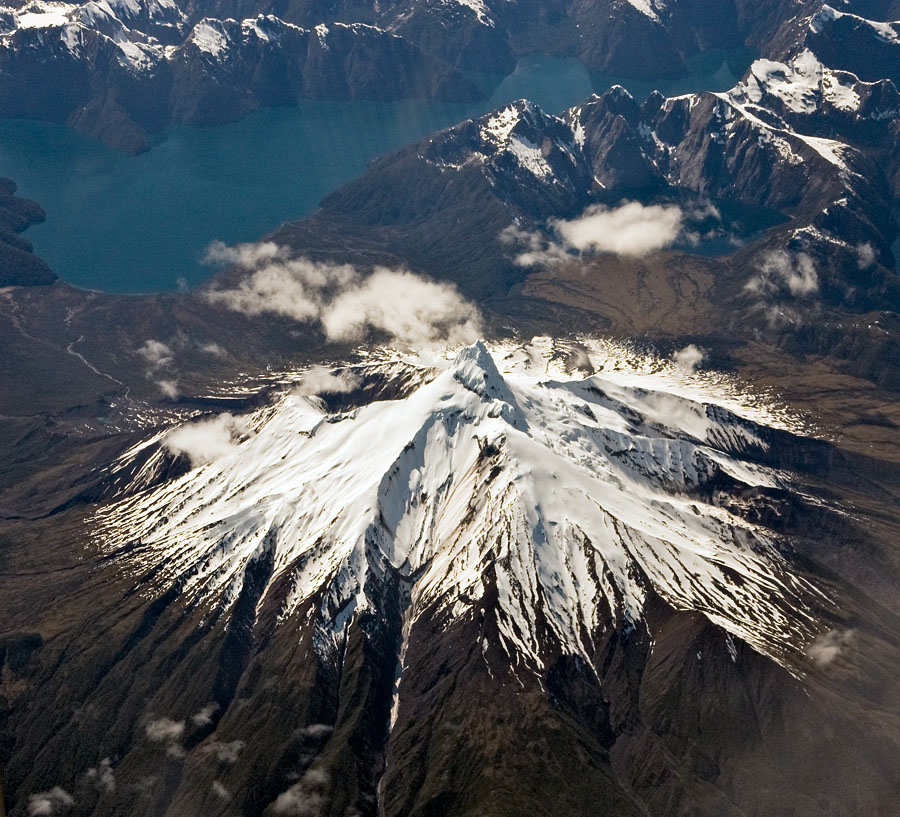

科爾科瓦多火山是智利的火山，位於該國中部湖大區，屬於安第斯山脈的一部分，海拔高度2,300米，最近一次火山噴發在公元前4920年左右發生。